# Соневидный дегу
Соневидный дегу, или соневидный восьмизуб (лат. Octodontomys gliroides) — вид мелких южноамериканских грызунов. Единственный представитель рода Octodontomys.

## Описание
Длина тела составляет примерно 18 см, хвост такой же длины на конце с кисточкой. Вес варьирует от 100 до 200 г. Шерсть очень мягкая как у шиншилл и густая, сверху серого, а снизу белого окраса. Глаза и уши относительно большие.

## Распространение
Эти грызуны распространены в юго-западной Боливии, в северном Чили и в северо-западной Аргентине. Естественная среда обитания вида — это горные регионы и плоскогорье Альтиплано, где животные обитают в засушливых ландшафтах на высоте от 2000 до 5000 м над уровнем моря.

## Образ жизни
Животные активны в сумерки и ночью, днём в качестве убежищ им служат норы под кактусами и акациями, а также расщелины скал и пещеры. Питание меняется с изменением сезона. Зимой они питаются стручками акаций, а летом — плодами кактусов.

## Размножение
О размножении известно мало. Период беременности длится от 100 до 110 дней. Самка рождает от одного до трёх зрячих и покрытых шерстью детёнышей. Продолжительность жизни составляет до 7 лет.